# Florian (prénom)
Pour les articles homonymes, voir Florian.
Florian [floʁjɑ̃] est un prénom masculin dérivé du prénom Florent, lui-même issu du surnom romain Flōrens, signifiant « florissant » ou « prospère ». Ce prénom trouve son origine dans le latin Florianus, une déclinaison de Florus. Selon les étymologistes, Florus est un mot latin ancien ayant deux significations principales : « fleuri » ou « florissant » d'une part, et, plus anciennement, « jaune » ou « blond », dérivé de flōrus et apparenté à flāvus (« jaune », « doré »). Ces nuances sémantiques associent le prénom à la nature, à la lumière et à l'idée d'abondance.
En français, Florian se distingue par son orthographe et sa prononciation spécifique [floʁjɑ̃], ce qui influence sa popularité au sein de la francophonie. La fréquence d’utilisation du prénom varie selon les époques, étant particulièrement prisé à partir du XIXe siècle pour sa connotation poétique et naturelle.
Le prénom Florian est également associé à Saint Florian, un officier romain martyrisé au IIIe siècle, reconnu comme le saint patron des pompiers et des personnes en danger de mort par le feu ou l’eau. Sa vénération a contribué à la popularité du prénom en Europe centrale, notamment en Autriche, en Allemagne et en Pologne, avant son adoption plus large en France.

## Étymologie
Le prénom Florian trouve son origine dans le latin Florianus, un dérivé de Florus, nom de personne et adjectif utilisé dans l'Antiquité romaine. L'étymologie du prénom repose sur deux significations principales qui se sont succédé dans l’histoire linguistique latine :
1. Flōrus (latin classique) : À l'origine, ce terme signifiait « jaune » ou « blond », et était apparenté au mot latin flāvus, qui désigne également des nuances de jaune ou de doré. Ces adjectifs décrivaient souvent la couleur des cheveux ou la luminosité d’un paysage. La symbolique lumineuse et solaire de cette racine renvoie à des notions de clarté, de chaleur et de vie, des qualités prisées dans les cultures anciennes.
2. Florus (latin tardif) : Au fil du temps, le terme a pris une connotation figurative, signifiant « fleuri » ou « florissant ». Ce glissement de sens s’inscrit dans une tradition romaine qui valorise l’abondance et la prospérité. Ainsi, Florianus peut être interprété comme « celui qui fleurit » ou « celui qui prospère ».

Le suffixe -ianus, couramment utilisé dans les noms latins, servait à indiquer une appartenance ou une relation. Par exemple, Florianus signifiait probablement « appartenant à Florus » ou « issu de Florus », marquant ainsi une filiation ou une connexion symbolique avec la nature florissante.

### Évolution linguistique
Avec l'adoption progressive du latin comme langue liturgique et administrative en Europe, les noms issus de la culture romaine se sont répandus dans diverses langues vernaculaires. Lors de son passage au français, Florianus a évolué pour devenir Florian, tout en conservant ses associations avec la nature et la lumière. Sa prononciation spécifique, [floʁjɑ̃], et son orthographe française en font un prénom facilement reconnaissable dans la francophonie.

### Connotations et usage culturel
- Symbolique naturelle : Le prénom Florian évoque l’idée de floraison, de renaissance et d’épanouissement. Il est associé à la saison printanière et à des qualités de vitalité et de renouveau.
- Contexte chrétien : Florian est également lié à Saint Florian, officier romain du IIIe siècle et martyr, vénéré comme le saint patron des pompiers et des victimes de catastrophes. Sa popularité religieuse a contribué à la diffusion du prénom dans les régions catholiques, notamment en Europe centrale (Autriche, Allemagne, Pologne).
- Adoption et diffusion : Utilisé depuis le Moyen Âge, le prénom a connu une popularité variable selon les époques. En France, il a été particulièrement prisé à partir du XVIIIe siècle, souvent associé à une sensibilité poétique et romantique.

## Histoire

### Antiquité (IIIe siècle)
Le prénom Florian tire ses origines du nom latin Florianus, utilisé comme cognomen (surnom) dans l’Empire romain. À cette époque, Florianus était un dérivé du nom Florus, signifiant « fleuri » ou « florissant », mais également associé à des connotations lumineuses et dorées (« jaune », « blond »). Il était porté par des citoyens romains pour symboliser la prospérité, l’abondance et le lien avec la nature.
Un des porteurs célèbres du nom est Saint Florian, officier romain martyrisé en 304 sous le règne de l’empereur Dioclétien pour avoir refusé de renier sa foi chrétienne. Saint Florian devint un symbole de courage et de protection, particulièrement vénéré en Europe centrale.

### Moyen Âge (Ve-XVe siècles)

#### Diffusion par le christianisme
Après l’officialisation du christianisme dans l’Empire romain au IVe siècle, le culte des saints devient un vecteur majeur de propagation des prénoms dans toute l’Europe. Saint Florian, martyr chrétien du IIIe siècle, devient une figure centrale dans la chrétienté, particulièrement en Europe centrale. Reconnu comme protecteur des pompiers et des victimes des catastrophes naturelles, son culte se développe largement dès le haut Moyen Âge, notamment en Bavière, en Autriche et en Pologne, où des églises lui sont dédiées.
Le prénom Florian est alors utilisé principalement dans les régions où l’influence de l’Église est forte. Les parents donnent ce prénom à leurs enfants pour bénéficier de la protection spirituelle associée à Saint Florian. Dans les régions germaniques et slaves, ce prénom est souvent associé à des cérémonies religieuses locales marquant le printemps, un lien renforcé par la signification de "florissant" ou "fleuri" du prénom.

#### Usage limité en France
En France, le prénom Florian reste rare durant cette période. Contrairement à d'autres prénoms de saints populaires (comme Martin ou Jean), Florian est moins employé dans les régions francophones, où la figure de Saint Florian est moins vénérée. Les noms d’origine germanique ou biblique dominent alors les usages.

#### Symbolisme médiéval
Durant le Moyen Âge, les prénoms avaient souvent une valeur symbolique forte. Florian, avec ses connotations de floraison et d’abondance, était perçu comme un prénom porteur de prospérité et de bonnes récoltes. Ce symbolisme en fait un choix apprécié dans les sociétés rurales fortement dépendantes de l’agriculture, particulièrement en Europe centrale.

#### Monuments et cultes dédiés
Le culte de Saint Florian laisse également une empreinte architecturale importante. De nombreuses églises, monastères et chapelles sont dédiés à ce saint, notamment dans les régions de Salzbourg (Autriche) et Cracovie (Pologne). Ces lieux sacrés contribuent à ancrer le prénom Florian dans les traditions locales.

### Renaissance (XVe-XVIe siècles)

#### Retour aux prénoms antiques
La Renaissance, marquée par une redécouverte des textes et des valeurs de l’Antiquité gréco-romaine, suscite un regain d’intérêt pour les prénoms latins. Florian, par ses origines romaines (de Florianus), résonne avec cette quête de raffinement culturel et linguistique. Les élites lettrées adoptent volontiers des prénoms issus de l’Antiquité, comme Julia, Lucius, ou encore Florian, pour marquer leur appartenance à un courant humaniste.
En Italie, en France et dans les pays germaniques, ce prénom devient un symbole d’une tradition classique retrouvée, souvent associé aux idéaux de beauté, de nature et de fertilité.

#### Diffusion par les humanistes
Les poètes et écrivains humanistes, friands de symboles liés à la nature et à la lumière, contribuent à la popularité de Florian dans les cercles artistiques et lettrés. En France, bien que le prénom reste rare, il commence à apparaître dans des œuvres littéraires et des registres de baptêmes, signe de son adoption progressive.

#### Lien avec la culture religieuse
En parallèle, Florian conserve une forte présence en Europe centrale grâce à l’héritage chrétien. La Renaissance est aussi une période où les cultes locaux des saints se renforcent, souvent pour affirmer l’identité culturelle des régions face aux bouleversements religieux (Réforme protestante, expansion ottomane). Saint Florian devient un symbole de résistance spirituelle et culturelle dans les régions touchées par ces changements.

#### Art et architecture
La Renaissance voit également une prolifération de fresques, statues et autres œuvres d’art consacrées à Saint Florian. Par exemple, des représentations du saint tenant un seau d’eau pour éteindre un incendie deviennent courantes dans les églises et les espaces publics. Ces œuvres participent à la diffusion visuelle et culturelle du prénom.

#### Évolution en France
En France, bien que le prénom ne soit pas encore courant, il commence à apparaître dans les familles aristocratiques et bourgeoises. Ce développement reste limité comparé à l'Europe centrale, où Florian est un prénom solidement établi.

### XVIIIe siècles

#### Impact de Jean-Pierre Claris de Florian
Le prénom Florian gagne en notoriété en France grâce à Jean-Pierre Claris de Florian (1755-1794), célèbre poète et fabuliste français. Auteur de fables inspirées de La Fontaine, mais avec une touche plus romantique et pastorale, Florian popularise son propre prénom par son œuvre. Son influence littéraire confère au prénom une aura poétique et artistique, séduisant une partie de la bourgeoisie française, particulièrement au XVIIIe siècle.

#### Sensibilité romantique
Dans un contexte culturel marqué par un retour à la nature et à l’idéal bucolique, Florian s’inscrit dans une esthétique qui valorise la douceur, l’harmonie et l’épanouissement. Les connotations du prénom, liées à la floraison et à la lumière, en font un choix cohérent pour exprimer les valeurs de l'époque.

#### Usage limité mais significatif
Le prénom reste toutefois relativement rare en France au XVIIIe siècle, car les prénoms religieux, comme Jean, Joseph, ou Marie, continuent de dominer. Florian, bien que moins courant, se distingue dans des cercles littéraires et artistiques. Il est souvent choisi pour son élégance et sa sonorité douce.

### XIXe siècle

#### Adoption dans la bourgeoisie
Au XIXe siècle, avec l’industrialisation et l’ascension de la classe bourgeoise, les prénoms antiques ou littéraires connaissent une popularité croissante. Florian s’impose comme un prénom raffiné et intemporel, apprécié pour son lien à la culture classique et à la poésie. Les familles bourgeoises le privilégient pour sa distinction et son élégance.

#### Renouveau du catholicisme
Durant la seconde moitié du siècle, marqué par une résurgence religieuse dans le contexte de la Restauration, Florian bénéficie indirectement de l’intérêt renouvelé pour les figures de saints. Dans les régions rurales de France, mais surtout en Europe centrale, il est souvent choisi en hommage à Saint Florian, renforçant ainsi son statut de prénom chrétien traditionnel.

#### La symbolique agricole
Le prénom conserve également une connotation naturelle et agricole. Dans les campagnes, où les noms évoquant la nature et les cycles des saisons sont valorisés, Florian symbolise la prospérité et la fertilité.

#### Apparition dans les registres d’état civil
Avec l’introduction progressive des registres d’état civil en Europe, Florian devient un prénom plus documenté, notamment en France. Bien qu’il ne figure pas parmi les prénoms les plus donnés, il est de plus en plus choisi dans les régions germanophones et francophones.

### XXe siècle

#### Usage traditionnel
Au début du XXe siècle, Florian reste relativement stable en termes de popularité. Il est plus fréquemment utilisé dans les régions chrétiennes d’Europe centrale, comme l’Autriche, l’Allemagne, et la Pologne, où la figure de Saint Florian demeure centrale dans la culture religieuse locale.
En France, le prénom reste peu courant mais conserve une certaine présence dans les familles traditionnelles et rurales. Il est parfois choisi pour son aspect classique, mais il est souvent éclipsé par des prénoms plus fréquents comme André, Marcel ou Jean.

#### L’impact des deux guerres mondiales
Durant les deux conflits mondiaux, le prénom Florian est porté par de nombreux soldats, en particulier en Europe centrale. Après la guerre, dans un contexte de reconstruction, il conserve une valeur symbolique de protection et de résilience, renforcée par son association historique à Saint Florian, protecteur contre les catastrophes.

### Milieu et fin du XXe siècle: Renouveau et modernisation

#### Reprise dans les années 1970-1980
Florian connaît une véritable renaissance à partir des années 1970 en France. Ce regain s’inscrit dans une tendance générale de retour aux prénoms classiques, courts et élégants, comme Julien, Thomas, ou Romain. Florian est perçu comme un prénom intemporel, facile à prononcer, et porteur d’une symbolique positive.

#### Diffusion dans la culture populaire
Durant cette période, Florian apparaît dans des œuvres de fiction, des chansons et des romans, ce qui contribue à renforcer sa visibilité auprès des jeunes générations. Les parents des années 1980-1990, en quête de prénoms à la fois classiques et modernes, se tournent vers Florian comme une alternative originale mais familière.

#### Déclin relatif à la fin du siècle
Vers la fin du XXe siècle, Florian connaît un léger déclin en France, au profit de prénoms plus internationaux (Kevin, Lucas, ou Nathan). Cependant, il conserve une forte popularité dans certains pays européens, comme l’Allemagne et l’Autriche, où il reste lié à des traditions religieuses et culturelles.

### XXIe siècle

#### Déclin progressif en France
Au début du XXIe siècle, le prénom Florian, bien qu’encore largement répandu, connaît un recul progressif en France. Il atteint son pic de popularité dans les années 1990, mais sa fréquence diminue à partir des années 2000. Ce déclin s’inscrit dans une tendance générale de désaffection pour les prénoms classiques des décennies précédentes, au profit de prénoms plus courts, modernes ou internationaux, comme Léo, Hugo, ou Lucas. Florian reste cependant perçu comme un prénom intemporel et élégant, souvent choisi par des parents attachés à une certaine tradition.

#### Forte présence en Europe centrale
En revanche, Florian conserve une grande popularité en Europe centrale, notamment en Allemagne, en Autriche et en Suisse, où il figure régulièrement parmi les prénoms les plus donnés. Dans ces pays, il est porté par une tradition culturelle et religieuse toujours vivante, souvent associée à la figure de Saint Florian, patron des pompiers et protecteur contre les incendies et les inondations.

#### Apparition dans les bases de données internationales
Avec la mondialisation et la diffusion des bases de données d’état civil, Florian apparaît plus fréquemment dans des contextes globaux. Par exemple, il est souvent utilisé comme prénom ou comme second prénom dans les familles où les parents cherchent un équilibre entre tradition et modernité. Ce phénomène est particulièrement visible dans les pays d’Europe de l’Est et dans les diasporas européennes en Amérique du Nord.